# 樹林れもん
樹林 れもん（きりん れもん 1986年11月5日- ）は、日本のAV女優、舞台女優である。

## 略歴
2007年にAVデビュー。
小説朗読、グラビアなど、多岐に渡って活躍している。
「山科澪」コロナ社 出演

## 作品

### アダルトビデオ
- がまん顔と絶叫顔（1月13日、アロマ企画）共演:沢井真帆
- 立花里子のレズビアンアナルM女コレクション（1月19日、クロス）共演:立花里子、三好瑠華、姫乃蘭、五島せり、神谷まり
- マン土手・角オナニー11（2月13日、アロマ企画）オムニバス作品
- 超集団ランジェリーレズビアン乱交レイブパーティー（2月19日、クロス）他多数出演
- 熟乳　おっぱいヌルヌル浪漫（3月7日、桃太郎映像出版）…共演:小向杏奈、葉月志保
- 虐待イキッパ!（3月13日 グローリークエスト）
- 女子校生乱交レズビアン林間学校（4月19日、クロス）共演:宝生瑠璃、神谷ひとみ、柚原まこと、沢村あおい、鮎見エリカ、姫村しずく、黒沢里菜、落合ゆき 他21名
- コスプレイベント Negotiator（4月27日、TMA）複数のシチュエーションもの
- 立花里子と三匹の変態ボイン奴隷（5月19日、クロス）共演:立花里子、叶あや、渡瀬まりん
- 肛門ノンストップ淫語オナニー（5月19日、クロス）他出演:柏木はる、佐藤みく、Rico、五島せり 他
- 半裸ワールド（8月16日、SODクリエイト）…複数のシチュエーションもの
- 新刊雑誌の読者モデル選考会に応募してきた女をレズの審査員がヤる（9月7日、カッコイイ!）共演:瞳れん、真鍋あや、もえ、紗倉もも、桜井舞、冬野みずき、佐原みつな、高嶺みりあ、芹川レイラ
- 素人娘がイキまくり!電マアタック25人（9月19日、ひまわり企画）他多数出演
- 最初で最後の卒業式露出（10月22日、SODクリエイト）共演:国生みさき 他多数。国生みさき主演の学園ドラマ物。国生みさきのヌードが主。
- あしのうらこちょこちょ No.38（11月2日、Smile Lab.）共演:松嶋リナ、水羽めい、山咲リョウ、栃木いちご、立花千花
- BALLOONオナニー vol.5（11月2日、STUDIO LOON）他出演:坂本麻弥、田代加奈、上原リナ
- 私はアンスコディレクター5（11月2日、アスリート）共演:立花千花
- 新・浣腸 （11月9日、GIGA）…共演:佐原みつな、桜田さくら
- ヒロイン排泄地獄 Vol.02（11月9日、GIGA）
- 巨乳女性の肉体で性感回春擬似体験現役高級刺青泡姫の性風俗サービス大全集 （2007年11月19日、クロス）共演:冴木るな、如月薫
- 素人女筋 4（11月16日、女筋会）他出演:上原リナ、中谷今日子、栗原成美
- 大乱交コレクション（11月19日、桃太郎映像出版）[1]。
- 手袋いっぱいの愛 vol.1（11月30日、バイブル）
- ヤリマンの私たち20人が男湯をジャックする（12月1日、カッコイイ!）複数の女優と共演。
- 競水緊縛嗜好 vol.2（12月28日、アスリート）

- 極太ディルドーレズビアン合体総集編4時間 （3月19日、クロス）[1]。他出演:紅音ほたる（秋月杏奈）、綾乃梓、友田真希、友崎亜希、立花里子、城エレン、原千尋、渡瀬まりん、桜井かりん
- 充電完了!手コキ波動砲 勢いのある顔面発射（3月22日、レイディックス）他出演:東城えみ、小林芽衣、柊美緒、穂阪詩織、水上結衣、相川まや、小早川しおり
- 初めてAVの現場に来たウブな美人メイクさんを「AV現場の常識だよ」と偽って色々と恥ずかしい事ヤラせて最後には騙してFUCKもしちゃいました!（3月20日、Hunter）素人への仕掛け人としてAV女優、樹林れもん名義で共演。
- 危ない無修正 アゲアゲジュリアナダンス 1（4月26日、ラハイナ東海）共演もの。
- 罪女SM刑罰2（5月1日、シネマジック）
- 拷問フィスト&アナル二穴姦（6月13日、マルクス兄弟）
- 万引き美人女子校生中出し折檻 完全盗撮 2（6月14日、ラハイナ東海）他多数出演。
- ドM美女の我慢顔3（6月14日、ラハイナ東海）他多数。
- アナルでオナニーする女子校生7（7月12日、ラハイナ東海)他多数出演。
- ベロチュ～接吻&乳首やアナル舐めで手コキ責め （7月13日、マルクス兄弟）他出演:堀口奈津美、風間ゆみ、蜜井とわ、はるか悠、南沙也香、竹内サキ、鮎川真咲、浅田ちち、実相寺あみ
- ハンターに入った新人ADがあまりにもスタイルが良くてあまりにもカワイかったのでAV現場で「AV現場の常識だよ」と偽って恥ずかしい事いっぱいヤラせて最後には騙してFUCKしちゃいました!（7月17日、Hunter）素人への仕掛け人としてAV女優、樹林れもん名義で共演。
- 夏服巨乳痴漢電車（8月1日、GLAY'z）他出演:根本あきこ、日羽まり、常盤遥、長瀬葵
- 電マ失禁垂れ流し（9月2日、プレステージ）他出演:加藤はるな、中迫友香、吉岡あすか、水元えり、妹川尚子
- はじめて現場に来た新人カメラマンさんがあまりにもカワイイので「AV現場の常識だよ」とセクハラしまくり、最後にはファックまでしちゃいました!（11月16日、Hunter）[2]。
- 巨乳めこスジ ～マイクロビキニ～（11月22日、チーム川崎）他出演:澄川ロア、藤咲さくら、秋山なつこ、宮崎あい、黒木あかね、日羽まり、常盤遥、根本あきこ、西木美羽、長瀬葵、紅りんご ※AVグランプリ2009 エントリー作品

- 非日常的悶絶遊戯 探偵に調査を依頼する奥様、舞の場合（1月1日、AVS）共演（主演）:芹沢舞
- モ～たまらん!!勢いのある顔面発射（1月24日、レイディックス）他出演:高城みずほ、浅岡沙希、後藤ゆりか、志村玲子、桃谷彩、衣川音寧、雪野ひかる
- 巨大ディルドの虜04（1月24日、プールクラブ）他出演:立木ゆりあ
- メスの牢獄（2月12日、アヴァ）
- エネマ痴態EX8（3月1日、シネマジック）[1]。
- 素人女性モニター16名で徹底検証!!本気で女をイカせる男になれるエロビデオ（3月19日、ROOKIE）他15名出演
- 潮吹き巨乳マゾ（3月26日、アヴァ）他出演:美月ちづる
- 倒錯医療 鼻肛汁ナース2（4月1日、シネマジック）
- ビクセン総集編 凌辱の記録（5月1日、シネマジック）[1]。
- 緊縛イラマチオ全集 強制淫口2（6月1日、シネマジック））[1]。
- ザ ノーズプレイ コレクションDX6（6月1日、シネマジック））[1]。
- 2009年度 SOD新卒男子AD研修（6月4日、SODクリエイト）他多数出演
- 8穴同時噴射!!浣腸ぶっかけ尻汁FUCK（6月4日、ナチュラルハイ）…主演者名義不明、他多数出演
- たっぷり淫語でイカせてくれる痴女ダンス（6月29日、アイリング）他出演:神崎レオナ、高木聖良、上原優、美空おんぷ
- THE ヤラレすぎ!女!! 猥褻4時間（7月1日、グレイズ）[1]。
- AV業界とは無縁の超セレブなお嬢様がADに!? 世間知らずを逆手に取りセクハラしまくり、最終的にはファックまでヤラせました。（7月9日、Hunter）[2]。
- 狂い泣く愛奴たち09-2（7月11日、アヴァ）[1]。
- 街角素人カップル　彼氏の浮気現場を彼女に完全生中継! 彼氏の行動が許せない彼女を寝取っちゃえ（7月23日、アイエナジー）他多数出演、全編の仕掛け人。
- 本当にウブな女の子達が受ける保健体育［おちんちんの機能と種類のお勉強］（7月23日、hunter)教師役。他多数共演。
- マニアのザーメン飲みたいGカップ淫乱女（8月1日、映天）
- ザ スパンキング5（8月1日、シネマジック）[1]。
- 激ヤバ撮　ドキドキ橋の下でいちゃつくカップルがいた。（8月6日、ヒビノ）他多数出演。
- ビーチで見つけたカワイイお嬢さん参加企画　真夏の海水浴場○×クイズ 正解ならその場で現金プレゼント!不正解なら問答無用エロ罰ゲーム!（8月6日、Hunter）他多数出演。
- アナルにブチ込まれて感じちゃった女たち（9月1日、ワンズファクトリー）[1]。
- HUNTER新人AD恒例のAV初現場で「AV現場の常識だ!」と恥ずかしい事いっぱいヤラせ最後にはFUCKする予定でしたが、意外と強気でFUCKだけはどうしても嫌がるので新人ADをホメ殺し＆泥酔させてブッ挿しました!（9月5日、Hunter）[2]。
- 街角素人カップルの恥じらい　彼氏のチ○ポはど～れだ!?7in沖縄編（9月5日、アイエナジー）全編の司会。宮下まい、はるか悠、他多数。
- 東京マ○コ園（9月19日、SODクリエイト）永井あいこなど。
- 巨大ディルドの虜 10人の未体験悦楽（9月20日、プールクラブ）[1]。
- 異常なる変態レズビアンの過激愛 気弱女をたぶらかしフィストを楽しむ変態女の異常愛（9月30日、Desir）
- CineMagic DVD ベスト30 No5 （10月1日、シネマジック）…他出演:篠原ケイ、真野沙代、花宮あみ、柳田やよい、川上ゆう、宮崎あい、前野美伽、葵みちる、新垣さくら、水上結衣、藍花、久我舞、若槻朱音、浅井千尋、長谷川美紅、愛乃彩音、白河ゆりか、円城ひとみ、ゆめのみみ、結城綾音、柿本真緒、黒澤エレナ、青山亜里沙、他
- エネマ痴帯EX9 （12月1日、シネマジック）…他出演:愛乃彩音、早崎れおん、田中歩、前野美伽、竹田千恵、花宮あみ、水上結衣、樹林れもん、雪乃みお、柿本真緒、愛良ひより、浅井千尋
- 人間家畜牧場 番外編 女畜競馬場（10月8日、SODクリエイト）他多数出演。
- 姦かんき鬼9（11月10日、アヴァ）
- 絶対に勃起してはいけないエロ撮影現場　素人カップルをAV撮影現場に送り込め!!3（11月10日、ホットエンターテイメント）…仕掛け人。
- エネマ痴帯EX9（12月1日、シネマジック）…他出演:愛乃彩音、早崎れおん、田中歩、前野美伽、竹田千恵、花宮あみ、水上結衣、若槻朱音、雪乃みお、柿本真緒、愛良ひより、浅井千尋

- SM好辞艶 11（1月31日、アヴァ）
- 極楽ちんぽイジメ 手コキ4時間DX（2月13日、マルクス兄弟）
- CROSS集団レズビアン4時間ベストコレクション（3月19日、CROSS）
- 熟女の館 集団熟女に襲われた僕 初体験入店盗撮（3月20日、ラハイナ東海）
- 旦那のみ時間よ止まれ!!（3月20日、ラハイナ東海）
- 羞恥心MAX　大切な人の目の前でアナルを犯される男達の悲劇（8月5日、フリーダム）
- 恥じらいのあしのうらvol.2（8月5日、フリーダム）
- CLUB NAKED 12 【全裸ダンス】（8月5日、ジャネス）
- ハイレグ立ち電マ　立ったままイカされる女たち（8月26日、趣向倶楽部）
- 第１回　金蹴りグランプリ（9月5日、フリーダム）
- アナル十三連姦 肛虐挿入流刑団（10月1日、シネマジック）
- 下着メーカー商品開発部更衣室盗撮 3（10月28日、P-HOLE）
- 淫獄 MIX Fight!02（12月3日、Feti-Feast）
- 102発射　特濃ザーメン　SPC総集編 2010（12月3日、映天）
- 異常性交 フィストファックで感じる女たち（12月13日、マルクス兄弟）
- 女子校生狂乱ストリップダンス（12月25日、ジャネス）

- The串刺し二穴ファック（1月1日、ワンズファクトリー）
- レズxレイプ Fight!09（1月3日、Feti-Feast）
- ハイレグマニア（2月19日、趣向倶楽部プラス）
- 新体操教室の控え室盗撮 3(3月31日、P-HOLE）
- Mega-8時間　30人のド変態女が語ったエロい性遍歴インタビュー（5月13日、マルクス兄弟）
- 激・羞恥ひとりエッチ　失禁アナルオナニー（5月20日、映天）
- 拡張アナル診察（6月3日、アイリング）
- ドピュドピュと精子ふき出す極太ディルド　中出しディルドオナニー2（6月21日、パラノイア）
- 下着ロマン劇場 2（7月19日、趣向倶楽部プラス）
- 団地妻飼育 / 夫のいない午後（7月31日、コンマビジョン）
- シネマジック極上牝捕虜拷問　キャットスーツ＆ボンデージ研究会（8月1日、シネマジック）
- DANCE CraZY（8月19日、スタイルアート）
- 快楽アナル性交4時間（9月15日、ワンズファクトリー）
- 全身性感帯ディープスロート好き痴女 樹林れもん（12月25日、コロナ社）
- 新体操教室の控え室盗撮（12月28日、P-HOLE）

- 危ないダンス10（2月20日、ラハイナ東海）
- しろうとド変態アナル無修正オナニー 4（2月20日、ラハイナ東海）
- トリプル×レズ Fight！（5月2日、Feti-Feast）
- レズFight！02 村瀬 優花　VS　樹林 れもん(10月12日、Feti-Feast)

など多数。
また　2009年、2010年、2011年の新年度挨拶映像　など
ハンドスパンキングサイトより多数出演。スパンキー、スパンカー共に務める。
- 「下着劇場」「下着試着室」など、趣向倶楽部より。

- ほか、ハイレグ.JPより

発売日不明、名義なし
- くねる女のエロいダンス（関西ソフト）

## 出演

### アンドロイドアプリ
- 「オトナの面接～男の知らないソコんとこ～」（パラダイスTV）

### グラビア
- 週刊実話袋とじ巻頭カラーグラビア（2010年10月7日号）

など。

### 着エロ
- エンタ!371「オナニーニョ！」（2007年1月19日）
- 本当にデカップＤＸ（2010年6月）-携帯3キャリア公式サイト、村田麻美名義

### テレビ
- 鬼嫁日記 いい湯だな（2007年、フジテレビ） - 女性客役
- 水曜ミステリー9・「監察医・篠宮葉月 死体は語る9」（2008年5月7日、テレビ東京）*写真シーンのみ
- 「実録・レイプされた人妻たち～夫のいない午後の痴戯～」（2009年7月3日-7月9日）、スカパー!115ch　主演Vシネマ
- 「≪妄想SP≫全裸美女しかいない村」（2010年10月、パラダイスTV）
- 湯けむりスナイパーお正月SP（2010年1月2日、テレビ東京） - 露天風呂の客役
- 「潮吹き美女８人の大絶頂祭り！女体ピラミッドで一斉噴射!!」（2010年1月、パラダイスTV）-潮噴き女王に選ばれた。
- どえりゃあ婆ちゃん探偵団～湯けむりパラダイスの怪事件～（2011年1月4日、東海テレビ）- 風呂の客役 *ノンクレジット
- 日時不明、Vシネマ放映。（公式ブログによると「盗撮･人妻レイプエステ」（仮題））
- 奇跡ゲッター ブットバース!!（2011年4月30日、TBS）
- 「巨乳人妻家庭教師レイプ～凌辱のレッスン～」（2011年5月13日-5月19日）、スカパーCH.116　主演Vシネマ

### 小説朗読
- 「EX MAX!Special」（2010年 11月号）

### 舞台
- 「VIVIDCOLOR」(2009年12月17日-12月20日)、初舞台。藍山みなみ企画、アフリカ座による、AV女優だけの演劇。白石役。藍山みなみ、日高ゆりあ、合沢萌、夏川亜咲、竹下なな、松下ゆうか、水美津希、新垣さくら　出演。
- 「夢野久作　少女地獄」、（2010年3月25日-3月29日）、月蝕歌劇団の舞台出演。犬神博士、白鷹夫人、虎間トラ子、臼杵夫人の四役。
- 「Doll's House」（2010年10月13日-19日）、u-you.companyの舞台出演、魔女役。
- 「団鬼六・悦楽王 ー「花と蛇」の作家―」（2011年9月14日-19日）月蝕歌劇団による団鬼六追悼公演。悪党、小説「花と蛇」スケバンマコ、ホステス、小説「往きて還らず」滝川大尉の四役。また、詩劇ライヴにてソロで歌う。

### 映画
- 変態女課長 陵辱ぶち込む （2012年2月3日公開、オーピー映画）
- 大性豪（2014年4月3日、香港）